# 警告信
警告信，是一種文件，例如是白紙黑字的信件。由上級交下級，提點收件者(下級)某些事項、活動或行為操守與組織政策方針涉嫌已經不配合，並要求收件者留意及改正。警告信內容會明示或暗示，若果有關出軌行為再發生或不及時修正，組織當局將會有進一步處置決定，例如記過、留案底、罰款、開除、法律行動等。
在人事管理上，收警告信或許是「溫馨提示」，又或者是「最後通牒」。發信者通常要求收警告信者即時簽收，因為僱主可以因此證明，該下屬被警告無效，故意再犯，最終被合理解僱。

## 其它用途
- 學校給犯規學生
- 銀監會給個別銀行
- 業主立案法團給違章業戶
- 黨鞭給越軌黨員